# Missouri City (Teksas)
Missouri City – miasto w Stanach Zjednoczonych, w stanie Teksas, w hrabstwie Fort Bend. Niewielka część miasta należy do hrabstwa Harris. Jest częścią obszaru metropolitalnego Houston i służy jako społeczność sypialni dla Houston.
W 1853 roku Missouri City stało się przystankiem dla pierwszej linii kolejowej w Teksasie.

## Demografia
Według danych United States Census Bureau z 2021 roku, 23,3% mieszkańców urodziło się poza granicami Stanów Zjednoczonych, a struktura rasowa przedstawiała się następująco: czarni lub Afroamerykanie – 40,6%, biali nielatynoscy – 20,9%, Azjaci – 19,3% i Latynosi – 17,4%.
Miasto posiada najwyższy odsetek (2,5%) osób urodzonych w Nigerii, wśród amerykańskich miejscowości liczących ponad 50 tys. mieszkańców.

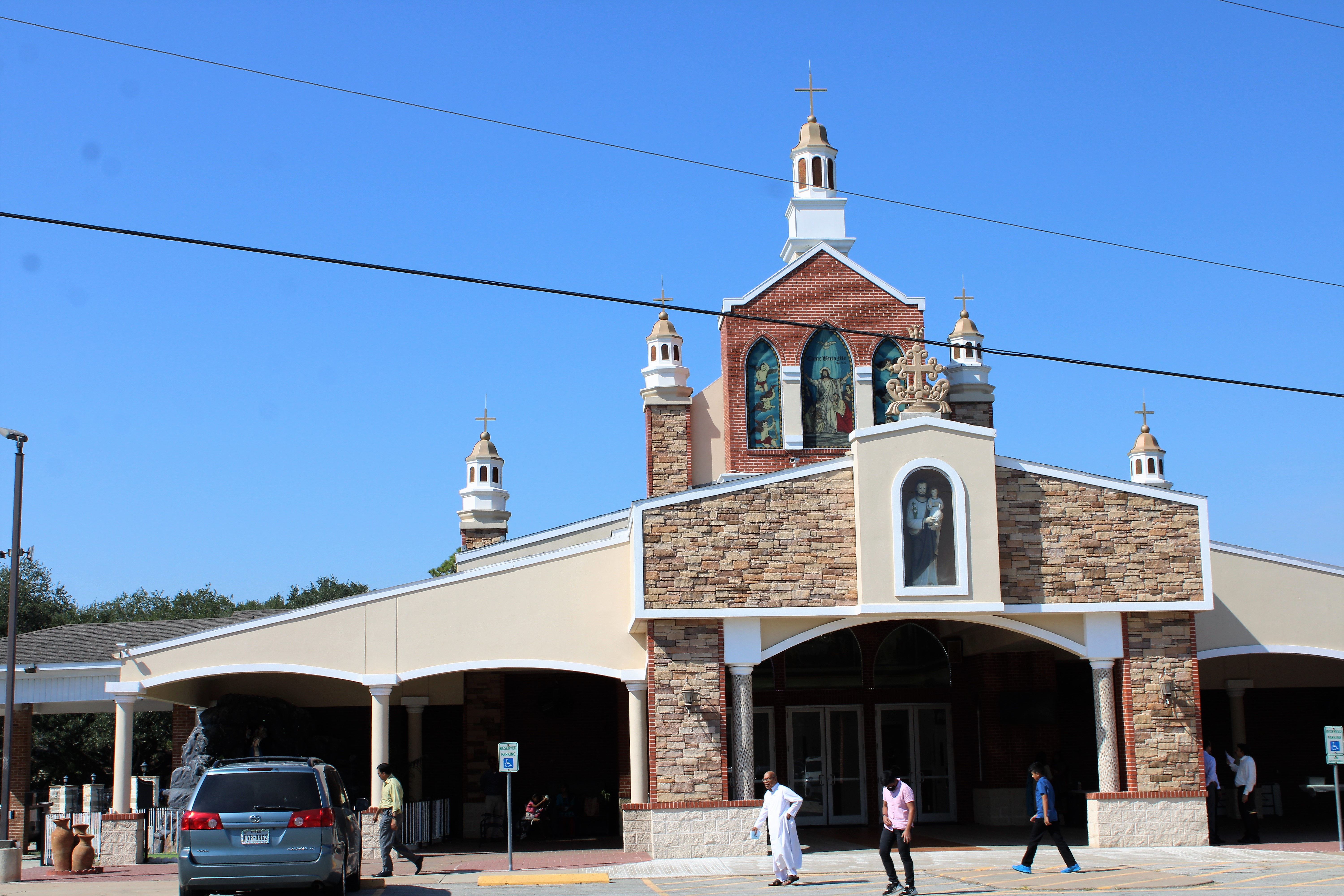
Syromalabarski Kościół katolicki św. Józefa